# A Raisin in the Sun
A Raisin in the Sun (bra O Sol Tornará a Brilhar) é um filme estadunidense de 1961, do gênero drama, dirigido por Daniel Petrie, com roteiro de Lorraine Hansberry baseado em sua peça homônima.

## Prêmios e indicações
| Prêmio/Evento           | Categoria                    | Recipiente                   | Resultado |
| ----------------------- | ---------------------------- | ---------------------------- | --------- |
| Festival de Cannes 1961 | Palma de Ouro (melhor filme) | Palma de Ouro (melhor filme) | Indicado  |
| Golden Globe 1962       | Melhor ator - drama          | Sidney Poitier               | Indicado  |
| Golden Globe 1962       | Melhor atriz - drama         | Claudia McNeil               | Indicada  |